# Achy
Achy is een gemeente in het Franse departement Oise (regio Hauts-de-France) en telt 288 inwoners (1999). De plaats maakt deel uit van het arrondissement Beauvais.

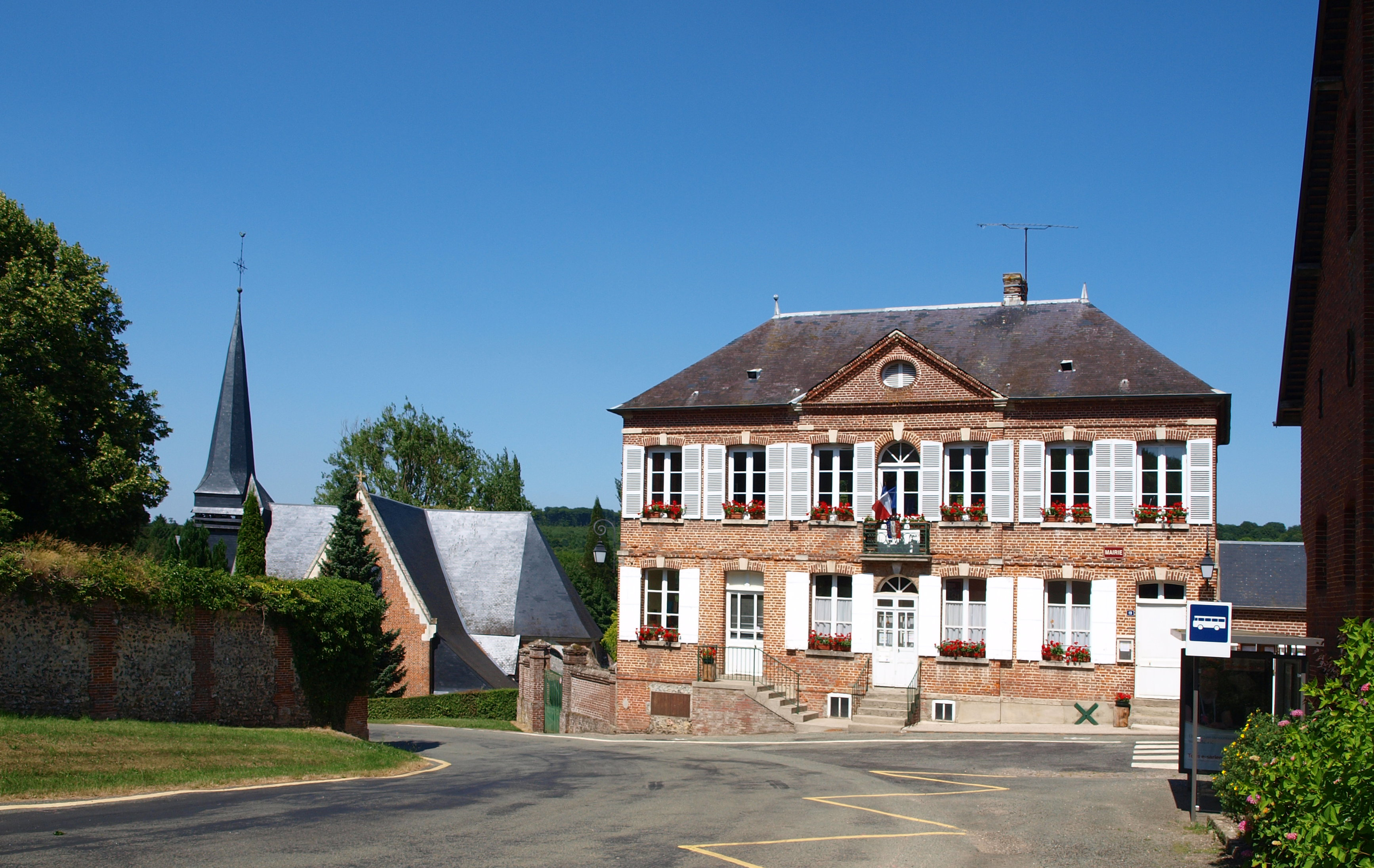
Gemeentehuis en kerk
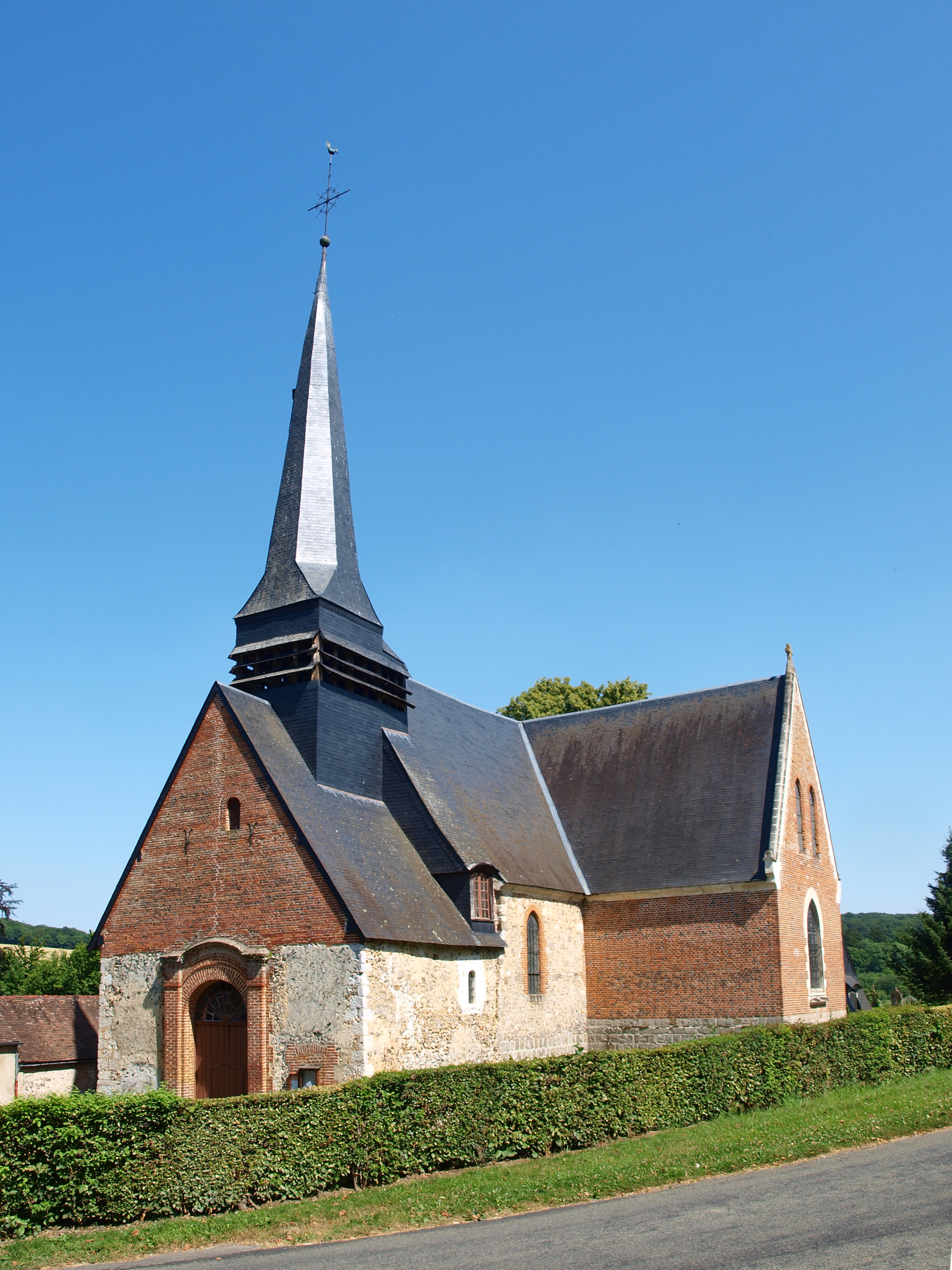
Kerk van Achy
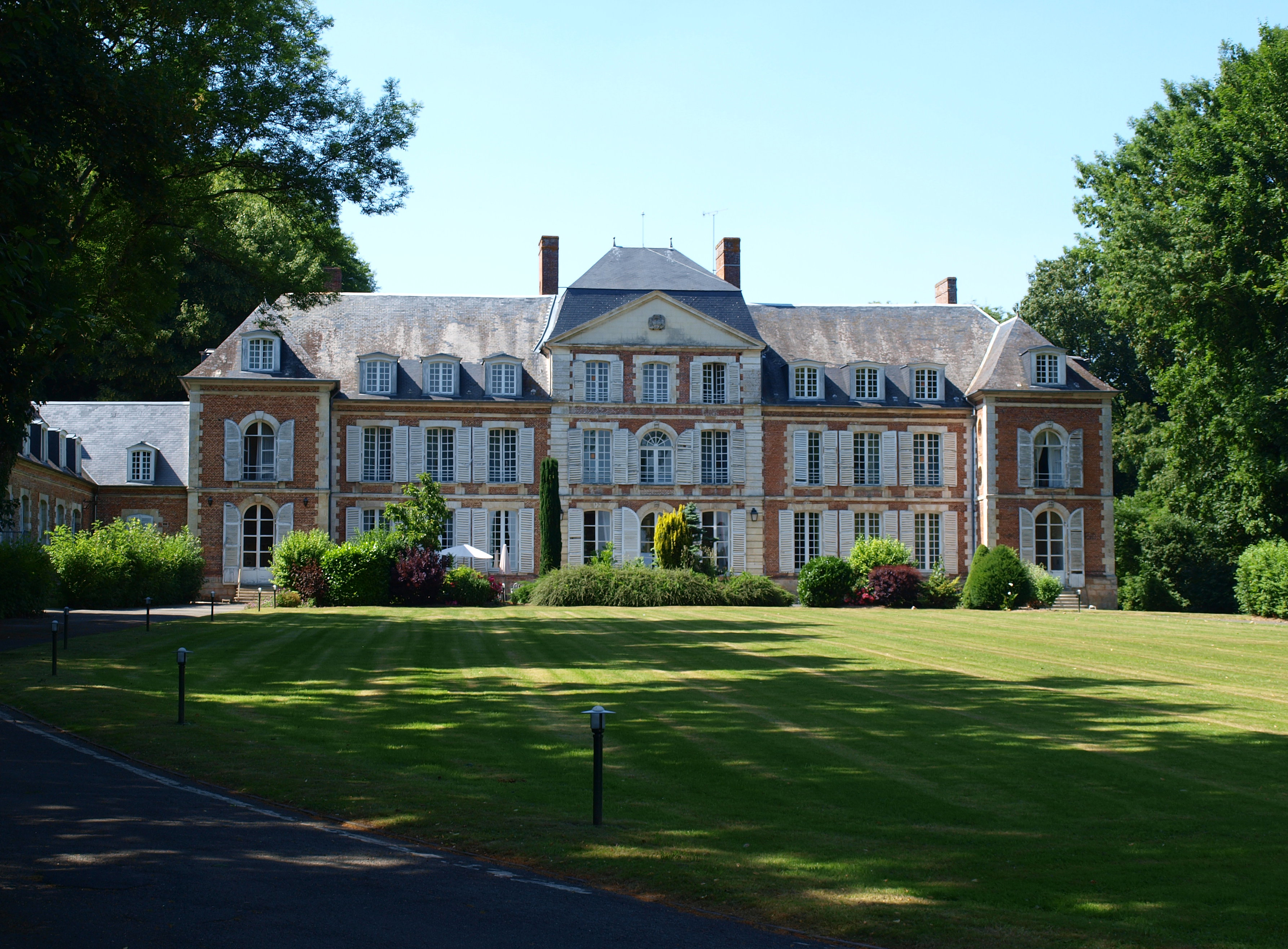
Kasteel van Achy

## Geografie
De oppervlakte van Achy bedraagt 12,8 km², de bevolkingsdichtheid is 22,5 inwoners per km².

## Verkeer en vervoer
In de gemeente ligt het gesloten spoorwegstation Achy.
De onderstaande kaart toont de ligging van Achy met de belangrijkste infrastructuur en aangrenzende gemeenten.

## Demografie
Onderstaande figuur toont het verloop van het inwonertal (bron: INSEE-tellingen).